# Atget (cratère)
Atget est un cratère d'impact présent sur la surface de Mercure. 
Le cratère fut ainsi nommé par l'Union astronomique internationale en 2008 en hommage au photographe français Eugène Atget. 
Son diamètre est de 100 km. Il se situe dans le quadrangle de Raditladi (quadrangle H-4) de Mercure. 